# 山王神社
山王神社是一座位於日本長崎市坂本的一座神社，是由原先位於村落中的山王神社（日吉神社）和縣社的皇大神宮合祀而成立。因此也被稱為浦上皇大神宮或山王日吉神社。主祀天照大御神、豐宇氣毘賣神、大山咋神、大物主神、伊邪那岐神、高皇產靈尊。
由於該神社位於距離長崎市原子彈爆炸爆心地約800米的位置，因此在原子彈投下時遭受的損害。該神社留下了一根石柱鳥居的痕跡，以及一棵因熱線而幾近裸露的楠樹，它以其堅強的生命力而著名。

## 沿革

### 成立
根據傳說，1638年（寬永15年），松平信綱為了鎮壓島原之亂而前往長崎，路過浦上街道（長崎街道的脇道）時，看到了一個類似近江國比叡山的風景，在得知地名也和比叡山的鎮守神山王権現（現在的日吉大社）所在地坂本（現在的滋賀縣大津市坂本）相同，因此他提議建立一座名為「山王神社」的分靈神社，與長崎代官末次政直合作創立。該神社最初的位置可能在現在的神社附近，但詳細位置目前並不可考，也有一說認為最初的神社位於距離北北西約1公里的岡町附近。
在1648年（慶安元年），延命寺的開山龍宣成立了以山王権現為本尊的白巖山觀音院圓福寺，並成為新義真言宗的寺廟之一。同時，該寺成為了延命寺的末寺（延命寺的本寺是京都的仁和寺），1652年（承應元年），由於該寺距離墳墓很近的原因，延命寺的第二任住持卒覺將其遷到了現在的神社位置，並在整個江戶時代都以寺廟的身份存在。
1868年（明治元年），根據接受神佛分離令的影響，山王神社原本的寺廟白巌山觀音院圓福寺被廢除，原址改建成神社，並更名為「日吉神社」，隨後被列為村社。

### 皇大神宮
1868年，作為促使浦上村吉利支丹改宗，浦上四番崩亂的宗教對策之一，在長崎裁判所總督澤宣嘉建議下，次年3月，日吉神社在現在山里小學校的地方祭拜伊勢神宮（位於三重縣），並作為「皇大神宮」祀典，同年7月被指定為縣社。最初，春秋祭典和修繕等工作由政府負擔，但在1872年（明治5年）政府停止了支出，因為一些被視為氏子的基督徒拒絕放棄信仰或改宗，所以神社的維護和經營變得非常困難。
同年8月，遭受颱風巨大損失，神社重建因此無法進行，衰落不可避免。1881年（明治14年）6月，長崎縣令內海忠勝命令將其與其他神社合祀，因此在日吉神社的氏子協商後，於當年1月8日將神社遷往日吉神社的位置，合併了日吉神社，作為「皇大神宮」的社名重新營運。
1945年8月9日，由於美國軍隊投擲原子彈，神社的社殿以及起源書和珍寶等全部被燒毀。

## 例祭
每年10月17日屆時會舉辦「浦上九日」祭典。原本是明治年間改暦之前在9月18日舉行的山王神社祭典。山王神社在過去也曾在3月18日舉行山王祭。

## 設施
本殿是神明造風切妻造的建築風格，桁行為3間，梁間為2間，屋頂則是使用銅板瓦覆蓋。

### 一本柱鳥居

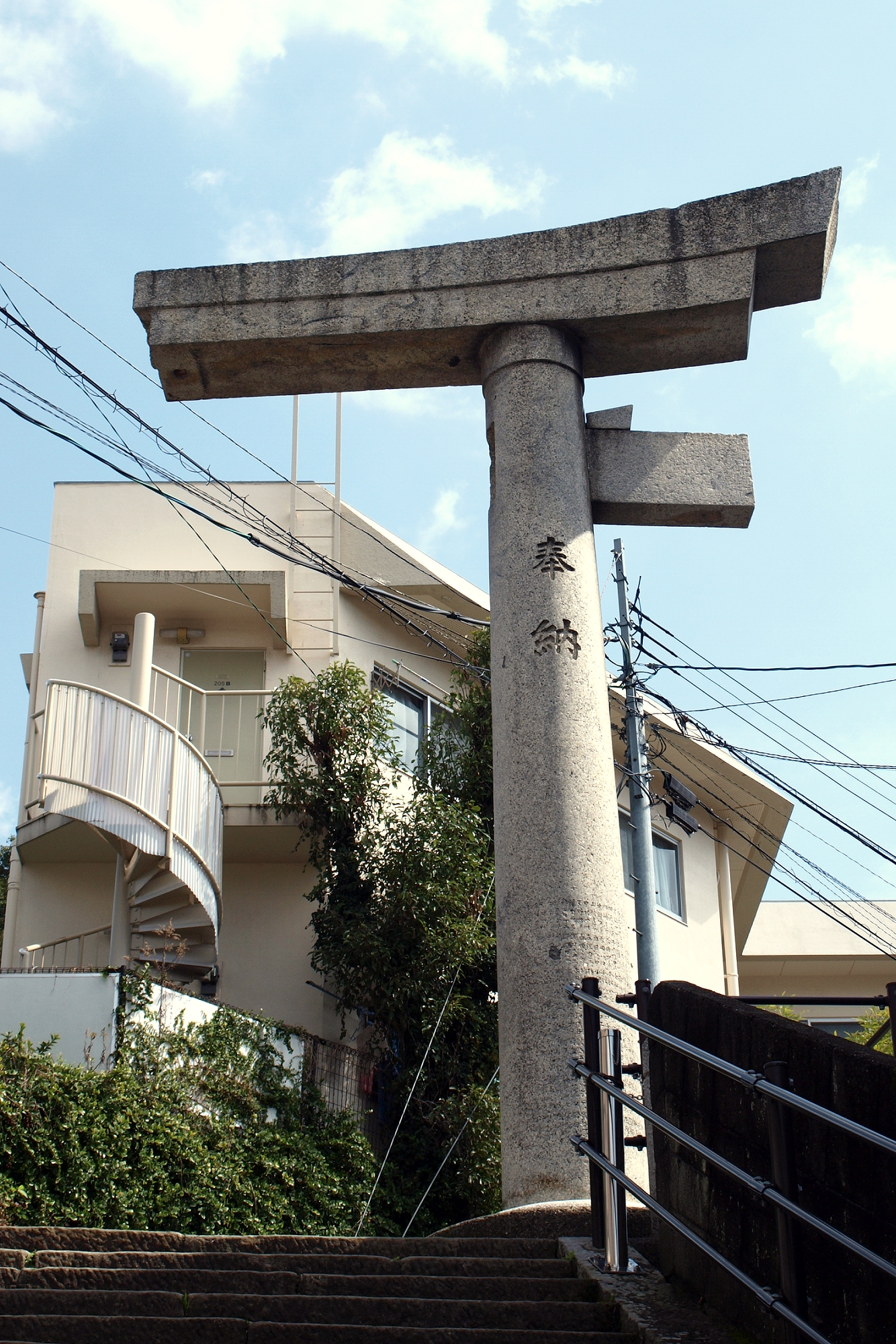
二之鳥居（一本柱鳥居）

二之鳥居是一座被原爆的爆風吹倒，其中一根柱子但仍然矗立的鳥居（倒塌的部分結構也保存在參道旁），是長崎現存的原爆被害建築物之一。由於原爆爆炸後周圍變成一片焦土，原本的四座鳥居只有一之鳥居和二之鳥居仍存，其他鳥居都倒塌了。一之鳥居在事件中倖免於難，而二之鳥居因距離爆心較遠，其中一根柱子也被爆風吹得歪斜，只剩下半個笠石。據調查，由於這兩座鳥居是平行於爆風方向建造，所以沒有全倒。
1962年（昭和37年），一之鳥居因交通事故倒塌，現在只在原地設置了一塊指示牌。另外，三之鳥居倒塌柱子的一部分被地方自治會留作「坂本町民原子彈殉難之碑」。1993年（平成5年），被害者團體向長崎市陳情重建一之鳥居，但至今未能實現。
目前，二之鳥居是唯一現存的神社鳥居，仍然矗立在神社中。它也被稱為「片足鳥居」、「獨柱鳥居」。

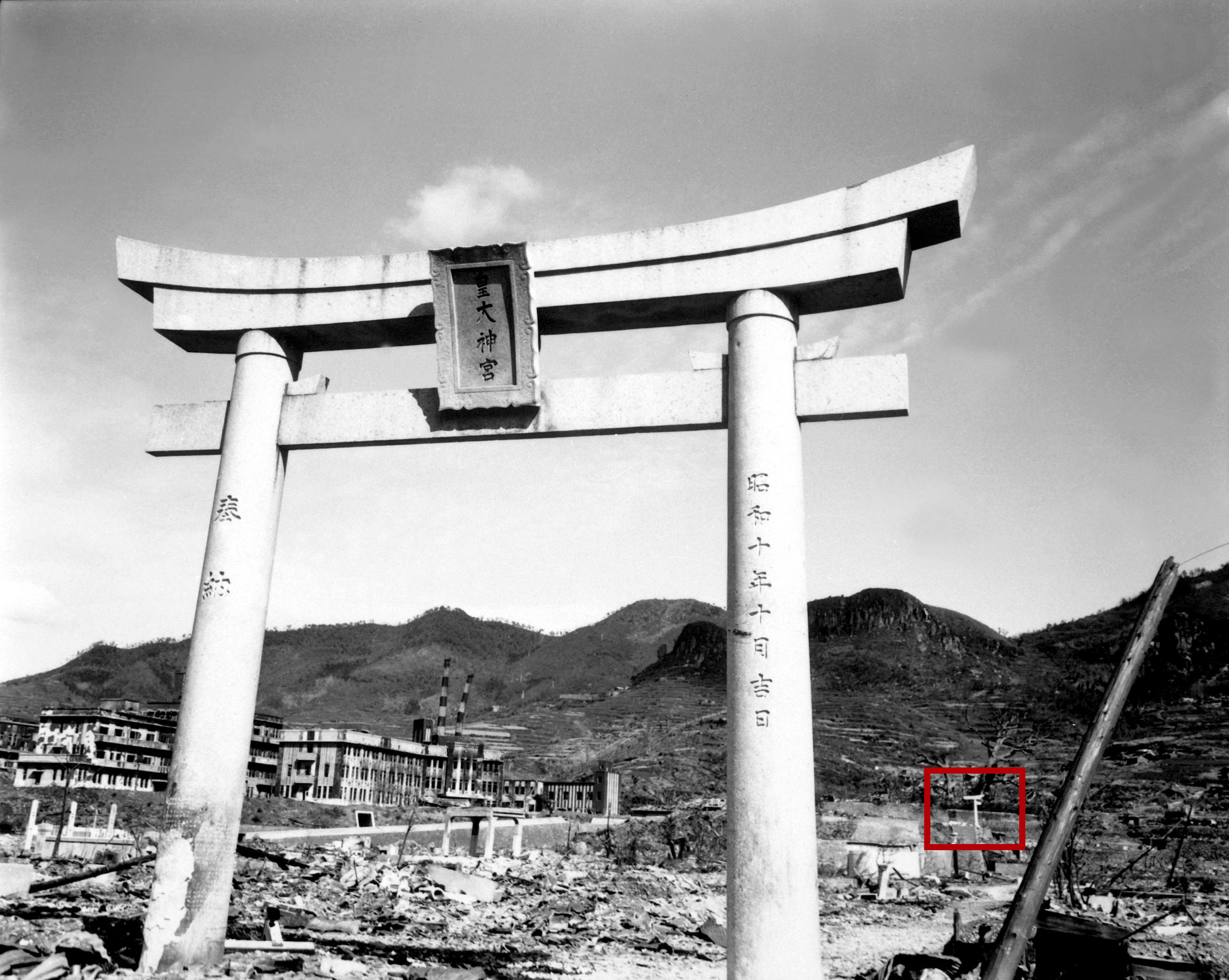
原爆投下後的一之鳥居 二之鳥居（紅框部分）
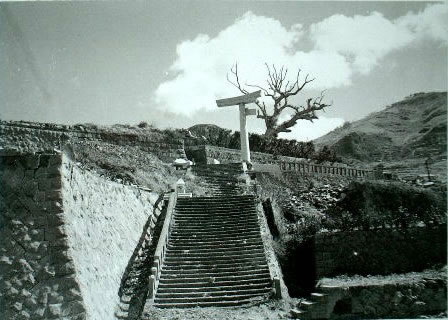
原爆投下後的二之鳥居
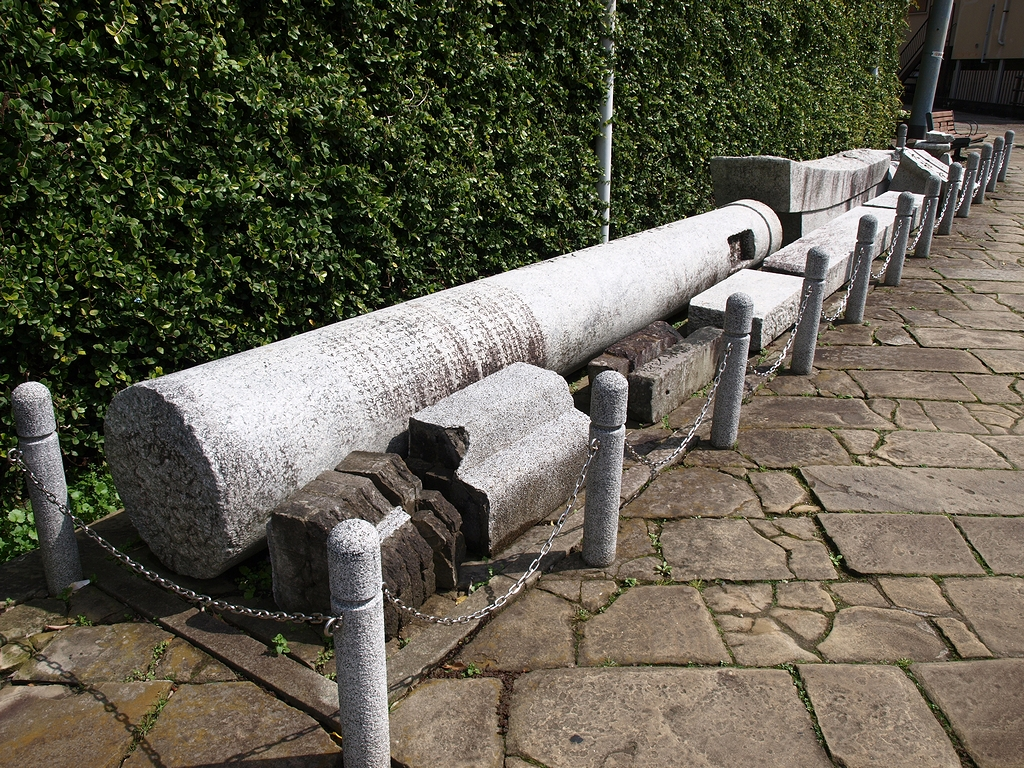
二之鳥居倒塌的左半部分
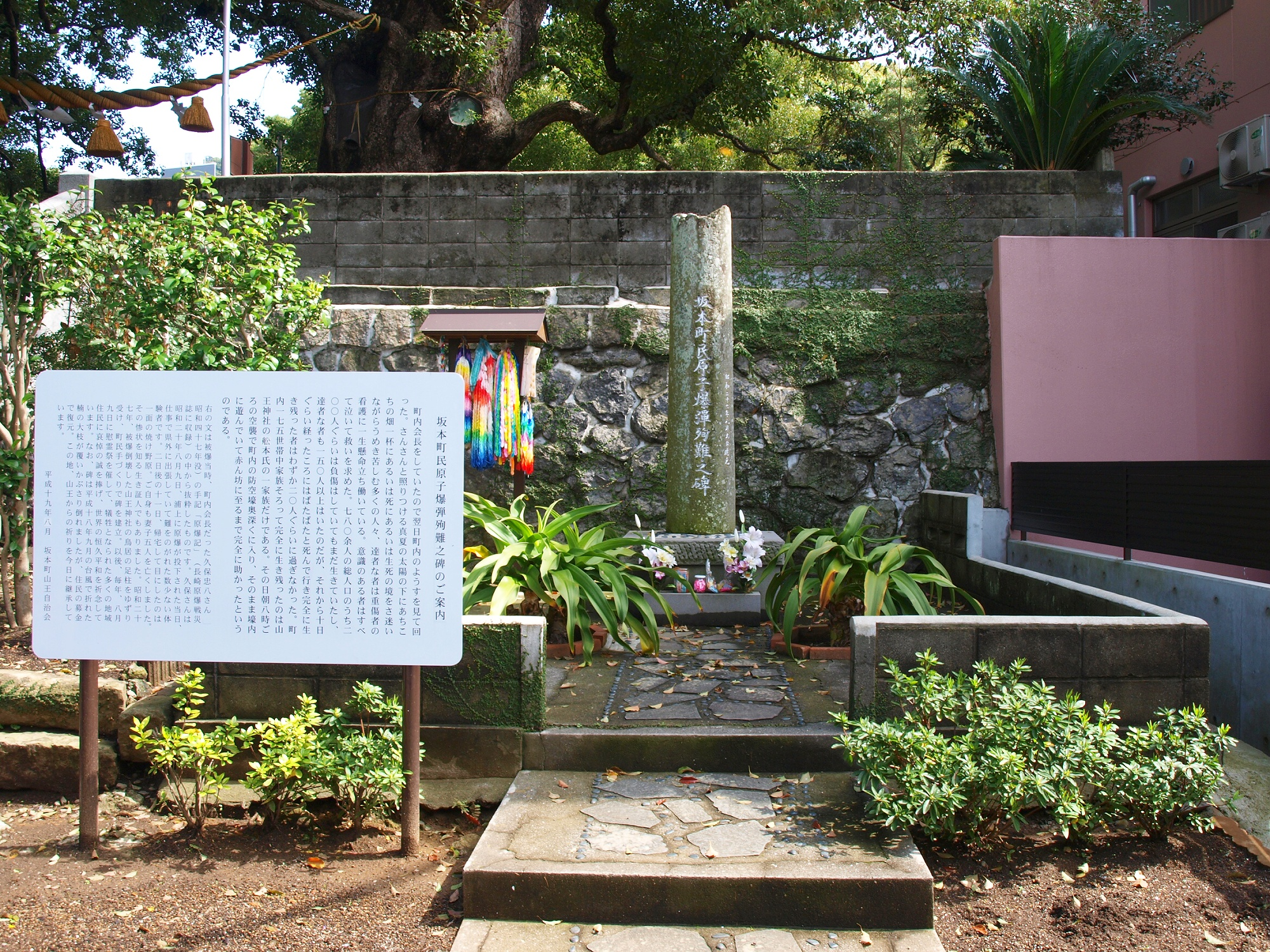
坂本町民原子爆弾殉難之碑

2019年7月至10月，山王神社附近進行挖掘時發現了16座石頭結構。根據原子彈爆炸拍攝的照片，據信其中13座是三之鳥居石頭的一部分。
2021年2月，長崎市表示對山王神社（坂本二丁目）院內進行的挖掘調查顯示，挖掘出的石雕是因原子彈爆炸而倒塌的「四之鳥居」的一部分。與柱子、地基相對應，也是「四之鳥居遺跡」首次被確認仍存在。
2021年12月，山王神社院內出土了原子彈爆炸時遺留下來的石板。雖然不知道它的用途，但基本確定為原子彈爆炸前仍保留在同一地點的神社遺跡。

## 境內

### 被爆楠

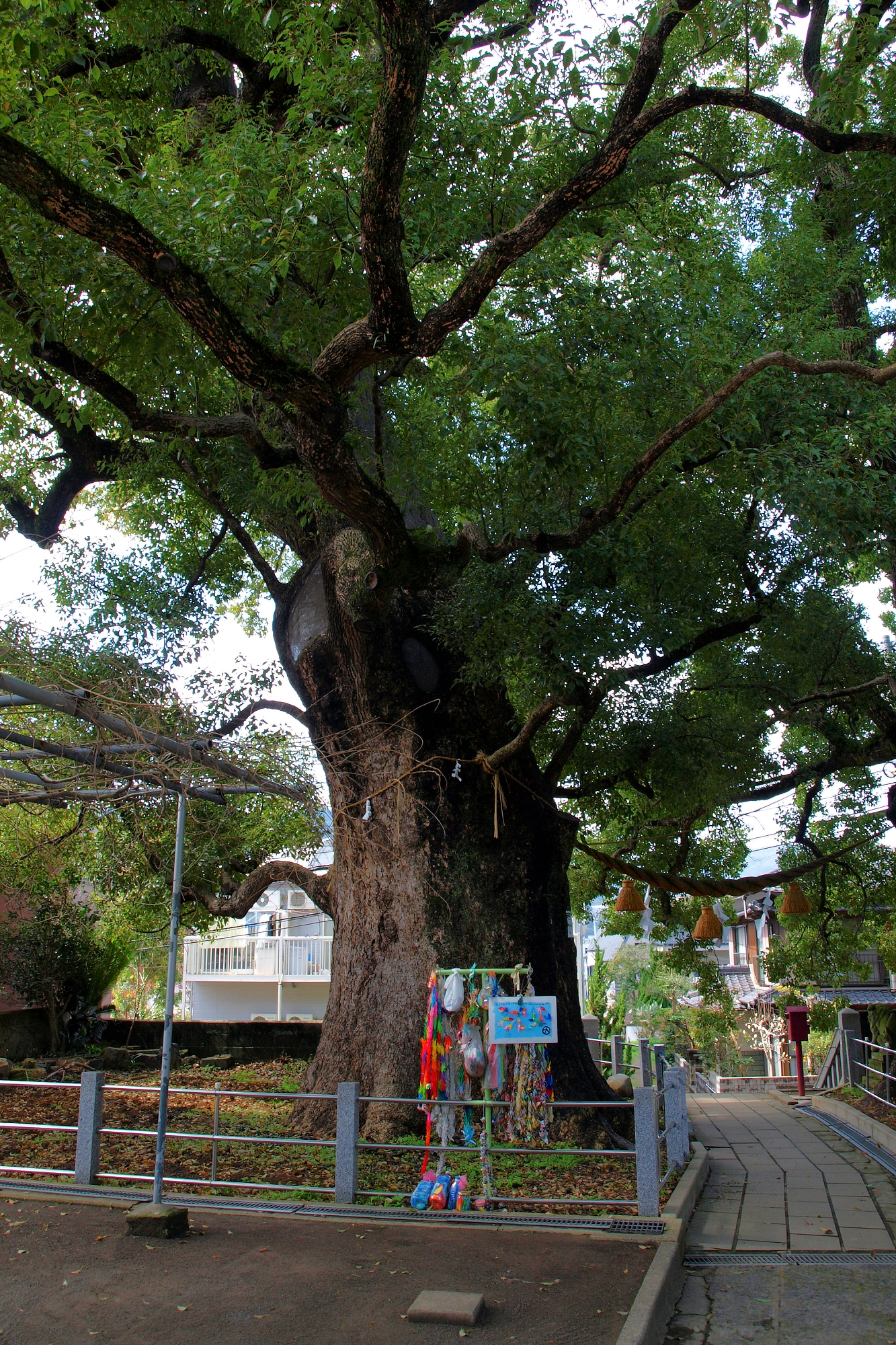
被爆楠與千羽鶴

山王神社的入口南北設有兩棵楠樹，被稱為被爆楠。南邊的樹幹周長約8米，北邊的樹幹周長約6米，樹高都約20公尺左右，樹齡分別估計在400至500年之間（截至1996年）。由於兩棵樹的頂部都因原子彈的爆炸而損壞，所以相對於樹幹周長，樹高較低。樹幹被熱線灼傷，留下了燒傷痕跡。
在1945年原子彈襲擊後，楠樹的枝葉消失，樹幹也被燒成了黑炭一樣，當時攝影師林重男和美國戰略轟炸調查團拍攝了照片（均由長崎原爆資料館所藏），顯示這些樹木已經枯死。然而，這些樹木很快就恢復了生機，從大小支幹上長出了枝條，形成了東西40米、南北25米的樹冠，至今仍然盛開著綠樹成蔭。山王神社也發布了一種名為「大樟樹守護神（大くす守）」的御守，以表彰這些樹木的生命力。
1995年（平成7年）的調查發現，大楠因原爆炸裂產生的高輻射線已經發生了突變，根據2006年（平成18年）颱風珊珊導致枝幹折斷，這棵樹接受了樹木醫生的治療。然而，在這個過程中發現了一個新的空洞，裡面發現了燒焦的石頭和瓦礫等物品，被推測是在爆炸時留下的痕跡。
當代，被爆楠不僅是神社最重要的樹木，也是作為原子彈倖存者的象徵。1969年（昭和44年），被爆楠以「山王神社的大楠樹」為名義指定為長崎市的天然紀念物，1996年（平成8年），它被選為環境省的「日本音風景百選」，此外，長崎原爆資料館、學生團體、市民團體和當地小學等通過培育「被爆楠樹二代」的種子，開展了將其作為和平象徵贈送給國內外的活動。

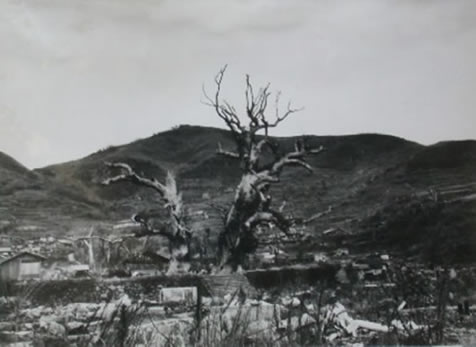
原爆投下後的被爆楠
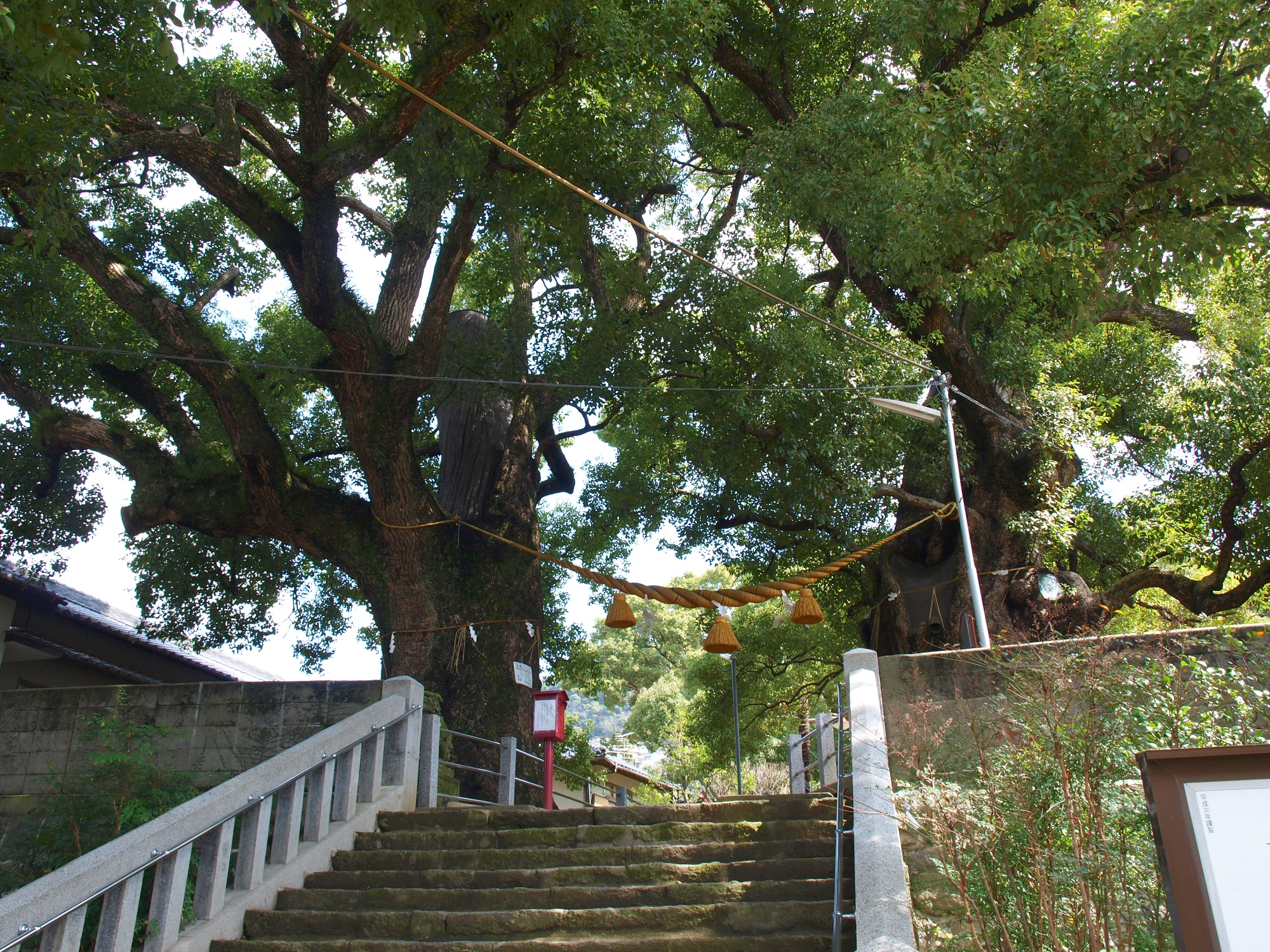
2009年的被爆楠

## 外部連結
- 山王神社 （页面存档备份，存于）（神社公式）
- 山王神社被爆の楠の木 （页面存档备份，存于）（環境省）